# Géographie de l'Angleterre
L'Angleterre est une nation constitutive du Royaume-Uni consistuant en la partie orientale, centrale et méridionale de la Grande-Bretagne. Elle occupe 131 760 km2 soit 57 % de l'île.

## Situation
L'Angleterre forme un triangle compris entre l'embouchure de la rivière Tweed (au nord), le North Foreland (à l'est) et le Cap Land's End (à l'ouest).
Elle est bordée au sud par la Manche, à l'est par la mer du Nord, au sud-ouest par l'océan Atlantique et au nord-ouest la mer d'Irlande. Elle est frontalière de l'Écosse et du pays de Galles à l'ouest. Au sud-est, la Manche sépare l'Angleterre de la France (reliées par le tunnel sous la Manche).
Les points extrêmes de l'Angleterre sont :
- Nord : Marshall Meadows, Comté de Northumberland (55° 48′ N, 2° 02′ O)
- Est : Lowestoft Ness, Comté de Suffolk (52° 29′ N, 1° 46′ E)
- Sud : Cap Lizard, Cornouailles (49° 57′ N, 5° 13′ O)
- Ouest : Land's End, Cornouailles (50° 04′ N, 5° 43′ O)

## Géographie physique
L'Angleterre fait d'abord partie de ce qu'il reste de la branche Est du plissement hercynien, lui-même en forme de V.

## Géographie humaine
En matière humaine, l'Angleterre est très contrastée.
Les principaux points de concentration de population sont :
- le bassin de Londres ;
- les Midlands ;
- l'ensemble industriel Liverpool, Lancashire, Yorkshire.

En revanche, certaines zones connaissent des densités de population très faibles.

## Régions
L'Angleterre est divisée en neuf régions : 
- Angleterre de l'Est (East of England)
- Angleterre du Nord-Ouest (North West England)
- Angleterre du Nord-Est (North East England)
- Angleterre du Sud-Est (South East England)
- Angleterre du Sud-Ouest (South West England)
- Grand Londres (Greater London)
- Midlands de l'Est (East Midlands)
- Midlands de l'Ouest (West Midlands)
- Yorkshire-et-Humber (Yorkshire and the Humber)